# 浅川滋男
浅川 滋男（あさかわ しげお、1956年 - ）は、日本の建築学者。公立鳥取環境大学環境学部教授。専門は民族建築、建築考古学、住環境保全論。木造建築士。ペンネームとして「浅川滋雄」と記す場合がある。

## 経歴
1956年、鳥取県生まれ。生後2週間で、親の名前を呼ぶ前にベニス憲章に興味を持ち、才能を開花させたという。1979年に鳥取県立鳥取西高等学校を卒業し、京都大学工学部建築第2学科に進学。1979年に京都大学を卒業し、同大学大学院に進んだ。中国に留学し、北京語言学院、同済大学で学んだ。
1987年、奈良国立文化財研究所に入所。1994年より、京都大学大学院人間・環境学研究科助教授を兼任した。2001年、鳥取環境大学開学に合わせて同大学環境学部教授に就任。2009年度から2011年度には同大学大学院環境情報学研究科長を務めた。

## 研究内容・業績
アジア各国の民族建築に詳しく、建築考古学において古代の住居復元などの研究がある。

## 家族・親族
- 兄：浅川潔司は教育心理学研究者。兵庫教育大学教授。
- 姉：野口益代は彫刻家。元親和女子大学教授。

## 著作

### 著作
- 『住まいの民族建築学－江南漢族と華南少数民族の住居論－』建築資料研究社 1994
- 『雲南省ナシ族母系社会の居住様式と建築技術に関する調査と研究』（編著）住総研 1996
- 『先史日本の住居とその周辺』（編著）同成社 1998
- 『離島の建築』(日本の美術406) 至文堂 2000
- 『縄文遺跡の復原』（共著）学生社 2000
- 『北東アジアのツングース系諸民族住居に関する歴史民族学的研究』（編著）住総研 2000
- 『埋もれた中近世の住まい』（共編）同成社 2001
- 『ロシア極東の民族考古学－温帯森林猟漁民の居住と生業－』（共著）六一書房 2005
- 『出雲大社』日本の美術476号（至文堂）2006
- 『出雲大社の建築考古学』（共編）同成社 2010
- 『建築考古学の実証と復元研究』同成社 2013

### 報告書（編著含む）
- 『秋田県の近代化遺産』1992
- 『橋津の藩倉』1996[3]
- 『鳥取県の近代化遺産』1998
- 『竪穴住居の空間と構造』2001
- 『鳥取県の中山間地域における過疎集落の活性化に関する基礎的研究』2003
- 『東アジア漂海民の家船居住と陸地定住化に関する比較研究』2004
- 『河本家住宅－建造物調査報告書－』2005
- 『倉吉の町家と町並み－重伝建地区外側の景観をいかに保全するか』2005
- 『市町村合併にともなう文化財の地域課題』2005
- 『国史跡「鳥取藩主池田家墓所」の整備に関する実践的研究』2006
- 『加藤家住宅の実験』2007
- 『尾崎家住宅－建造物調査報告書－』2007
- 『ふるきかぜ、あたらしきかぜ－倉吉本町通アーケード商店街の町並み分析と再生計画－』2007
- 『山陰地域の弥生時代建築に関する実証的復元研究』2008
- 『文化的景観としての水上集落論－世界自然遺産ハロン湾の地理情報と居住動態の分析－』2010
- 『「文化的景観」の解釈と応用による地域保全手法の検討』2010
- 『セルフビルド＆ゼロエミッションによる古民家の持続的修復－加藤家住宅の実験（Ⅱ）－』2010
- 『大山・隠岐・三徳山－山岳信仰と文化的景観－』2011
- 『古民家修復ポケットハンディマニュアル』2011
- 『摩尼寺「奥の院」遺跡－発掘調査と復元研究－』2012
- 『聖なる巌（いわお）－窟（いわや）の建築化をめぐる比較研究』2013